# Marcel Lods
Marcel Gabriel Lods (* 16. August 1891 in Paris; † 9. September 1978 ebenda) war ein französischer Architekt und Stadtplaner.

## Leben

### Ausbildung
Marcel Lods studierte an der höheren Kunstgewerbeschule, wie auch an der nationalen höheren École des Beaux-Arts in Paris, wo er 1923 sein Diplôme d’architecture erwarb. Während der zwei Weltkriege diente er in der französischen Armee und entwickelte dort seine Leidenschaft für die Fliegerei.

### Zwischen den Kriegen
Lods war als freier Architekt in Paris tätig. Von 1928 bis 1940 realisierte er in Zusammenarbeit mit Eugène Beaudouin und Eugène Freyssinet zahlreiche Entwürfe, die damals neue industrielle Materialien und Methoden im Bauwesen erprobten. Insbesondere entwickelte er die Verwendung vorgefertigter Bauelemente in der Gebäudekonstruktion. Als französischer Vertreter des Neuen Bauens arbeitete er zeitweise mit dem Ingenieur und Designer Jean Prouvé zuseammen. Lods experimentierte frühzeitig mit Stahlskelett- und Eisenbetonkonstruktionen.
Lods entwarf die Wohnsiedlung Champ des Oiseaux in Bagneux (1930) und die Cité de la Muette in Drancy (1932–1934). Seit den 1930er Jahren war er Mitglied der Union des Artistes Modernes. Lods beeinflusste das Team in Richtung der Auswahl von Materialien, welche die Gebäude immer leichter machten. Beispiele hierfür sind die école de plein air (Freiluftschule) in Suresnes mit ihren verstellbaren externen Mauern und faltbarer Glasfassade, oder das Volksheim in Clichy, einem Vorläufer des Bürgerhauses, das er in Zusammenarbeit mit Vladimir Bodiansky (1894–1966) und dem Ingenieur Jean Prouvé realisierte.
Dieses Ideal einer Architektur, die sich in Richtung der Immaterialität bewegt, wird durch das Klubhaus des Flughafens Roland Garros (1935) veranschaulicht. Auch das niemals realisierte Projekt eines großen Palais des Expositions in La Défense machte hauptsächlich von Glas und von Stahl Gebrauch.
Von 1940 bis 1944 gehörte er zusammen mit Le Corbusier der Association pour une Rénovation Architecturale (ASCORAL) an, einer Vereinigung zur Erneuerung der Architektur. Nach dem Krieg arbeitete er für die Militär-Administration der französischen Besatzungszone an einem Plan zum Wiederaufbau der Stadt Mainz.

## Mainz, modernste Stadt der Welt
Nach dem Zweiten Weltkrieg war die deutsche Stadt Mainz zu 80 Prozent zerstört. Die französische Besatzungsmacht berief zur Wiederherstellung der Infrastruktur eine „section du plan“ mit Lods als Leiter, ein Mitarbeiter von ihm war Adolf Bayer. Das weitere Kernteam bildete die schwedische Architektin Elsa Sundling und Gérald Charles Hugh Hanning. Die Planung basierte auf den damals aktuellen Forderungen der Charta von Athen. Die umfangreichen Planungen sahen ein neues Straßennetzwerk vor. Zugleich sollte eine konsequente Trennung von Wohn-, Verwaltungs- und Gewerbeflächen realisiert werden.
Konkret hätte dies den kompletten Abriss der Neustadt und ihren Ersatz durch Scheibenhäuser bis zum Hartenberg bedeutet. Das Bleichenviertel wäre der Verwaltung vorbehalten gewesen, die Altstadt wäre als „Traditionsinsel“ teilweise erhalten geblieben, aber durch zahlreiche neue Straßen zerschnitten worden. Die Industrie sollte in Gustavsburg angesiedelt werden.
Die Planungen fanden weder bei der Bevölkerung noch der Stadtverwaltung Anklang. Oberbürgermeister Emil Kraus veranlasste einen traditionell orientierten Alternativplan von Paul Schmitthenner. Die Umsetzung beider Pläne scheiterte aber letztlich an fehlenden Mitteln und politischer Realisierbarkeit, und der Wiederaufbau von Mainz erfolgte weitgehend durch die jeweiligen Grundstückseigentümer im bestehenden Straßensystem.

## Bedeutende architektonische Werke
- 1934 L’École de plein air (Freiluftschule) in Suresnes
- 1935 Maison du Peuple in Clichy
- Trabantenstadt in Toulouse, gemeinsam mit Georges Candilis
- 1939 Cité de la Muette Wohntürme in Drancy, später Sammellager Drancy
- 1948–1955 Rekonstruktion der Sotteville-lès-Rouen
- 1957–1959 Les grandes terres in Marly-le-Roi
- 1966 Grand ensemble de la Zone verte Sotteville-lès-Rouen
- 1968–1970 Cité de la Grand-Mare Rouen
- 1970 Maison des sciences de l’homme à Paris